# That’s It
That’s It (с англ. — «Вот и Всё») — песня американской рок-группы The Cars, сторона Б сингла Let’s Go.

## О песне
Песня была написана вокалистом, ритм-гитаристом и автором песен Риком Окасеком, спета басистом и вокалистом Бенджамином Орром. Продюсером выступил Рой Томас Бейкер. Это одна из трёх песен The Cars, выпускавшихся на сторонах Б синглов (две другие — Don’t Go to Pieces и Breakaway).
Стивен Томас Эрлевайн из Pitchfork сказал:"”That's It” — бодрый Би-сайд, который звучит как Би-сайд".

## Выпуск
Песня впервые была выпущена на четвёртом в общем и первом с альбома Candy-O сингле Let’s Go 12 июня 1979 года как сторона Б. Сингл достиг 14-го места в чарте синглов Billboard Hot 100 в США. Однако во Франции она была заменена на Candy-O.
Песня появляется в сборнике Just What I Needed: The Cars Anthology, а также в качестве бонус-трека переиздания Candy-O 2017 года.

## Участники записи
- Рик Окасек — ритм-гитара, бэк-вокал
- Эллиот Истон — соло-гитара, бэк-вокал
- Грег Хоукс — клавишные, перкуссия, бэк-вокал
- Бенджамин Орр — бас-гитара, вокал
- Дэвид Робинсон — ударные, перкуссия